# Jens Risager
Jens Risager (Herning, 9 aprile 1971) è un ex calciatore danese, di ruolo difensore.

## Carriera

### Club
Ha iniziato la carriera per l'Herning Fremad e Holstebro BK. Nel 1990, è passato all'Brøndby, nella massima divisione del campionato danese. Nel Brøndby ha formato una coppia di difesa assieme a Jes Høgh, segnando 2 reti in 222 partite e diventando una bandiera della squadra.
Al Brøndby, tra gli altri, c'era anche Marc Rieper, con cui Risager ha giocato anche nella Danimarca. Nel 1993 il club ha vinto la Coppa di Danimarca.
Nel 1998, all'età di 27 anni, conclude la propria carriera a causa di una osteoartrite.

### Nazionale
Ha vestito la maglia della Danimarca in 13 occasioni. Con la Nazionale ha partecipato al campionato d'Europa 1996 con la maglia numero 14.

## Palmarès

### Club

#### Competizioni nazionali
- Campionato danese: 5

Brøndby: 1990, 1991, 1995-1996, 1996-1997, 1997-1998
- Coppa di Danimarca: 2

Brøndby: 1993-1994, 1997-1998
- Supercoppa di Danimarca: 2

Brøndby: 1996, 1997

### Nazionale
- Confederations Cup: 1

1995